# Lucilla Udovich
Lucilla Udovich (Denver, 9 febbraio 1930 – Roma, 9 luglio 1999) è stata un soprano statunitense.

## Biografia
Di origine croata, nacque e crebbe in California, dove studiò canto, violino, piano e solfeggio alla Scuola Musicale della Comunità di San Francisco. Continuò poi lo studio a New York presso la Columbia University e l'Hunter College, cantando in chiesa e in commedie musicali. Dopo aver preso parte ad alcuni concerti a Milano, si trasferì a Roma dove rimase per il resto della vita. Il debutto nell'opera avvenne con Agnese di Hohenstaufen al Maggio Musicale Fiorentino nel 1954, venendo subito dopo chiamata al Glyndebourne Festival Opera per interpretare Elettra in Idomeneo.
L'anno successivo inaugurò il "Maggio fiorentino" con Antigone di  Tommaso Traetta e fu chiamata da Beniamino Gigli a cantare nel suo ultimo giro di concerti in Italia. Apparve in seguito nei principali teatri italiani: Opera di Roma, Teatro Comunale di Firenze, La Fenice di Venezia, Teatro San Carlo di Napoli e fu invitata al Festival Puccini di Torre del Lago in occasione del centenario della nascita del compositore. Al di fuori dell'Italia tenne spettacoli e concerti a Parigi, Londra, Buenos Aires, Città del Messico, Barcellona, Zagabria, Ankara, Tel Aviv, Oslo, Dublino, San Francisco, Los Angeles.
Affrontò un repertorio operistico prevalentemente lirico spinto e drammatico; si esibì inoltre come voce solista con l'Orchestra di Santa Cecilia ne Il castello del principe Barbablù di Béla Bartók, nella Messa di requiem verdiana e nella Petite Messe Solennelle di Rossini. Con l'Orchestra della RAI eseguì Peter Grimes e Requiem di guerra di Benjamin Britten e i Gurrelieder di Arnold Schönberg. Dopo circa un decennio di carriera fu costretta ad abbandonare a causa di forti dolori alla schiena, dedicandosi all'insegnamento.

## Repertorio
| Ruolo                | Titolo                  | Autore     |
| -------------------- | ----------------------- | ---------- |
| Judith               | Il castello di Barbablù | Bartók     |
| Ellen Orford         | Peter Grimes            | Britten    |
| Elisabetta           | Riccardo III            | Canepa     |
| La Musica Proserpina | L'Orfeo                 | Monteverdi |
| Elettra              | Idomeneo                | Mozart     |
| Gioconda             | La Gioconda             | Ponchielli |
| Turandot             | Turandot                | Puccini    |
| Agnese               | Agnese di Hohenstaufen  | Spontini   |
| Abigaille            | Nabucco                 | Verdi      |
| Aida                 | Aida                    | Verdi      |

## Discografia
- Idomeneo (Elettra), HMV 1954, con Richard Lewis, Léopold Simoneau, Sena Jurinac, dir. John Pritchard
- Agnese di Hoenstaufen, dal vivo Firenze 1954, con Franco Corelli, Dorothy Dow, Francesco Albanese, Giangiacomo Guelfi, Anselmo Colzani, dir. Vittorio Gui
- Fedra, dal vivo radio RAI Milano 1958, con Agostino Lazzari, Angelica Tuccari, Renata Mattioli, Ortensia Baggiato, Renato Cesari, dir. Angelo Questa
- Turandot, video-RAI 1958, con Franco Corelli, Renata Mattioli, Plinio Clabassi, dir. Fernando Previtali
- La Gioconda, dal vivo Buenos Aires 1960, con Flaviano Labò, Aldo Protti, Mignon Dunn, Norman Scott, dir. Carlo Felice Cillario
- Nabucco, dal vivo San Francisco 1961, con Ettore Bastianini, Giorgio Tozzi, Renato Cioni, dir. Francesco Molinari Pradelli
- Turandot, dal vivo Napoli 1962, con Franco Corelli, Leyla Gencer, dir. Oliviero De Fabritiis
- Riccardo III, dal vivo Sassari 1963, con Nicola Rossi-Lemeni, Franco Bonisolli, Antonietta Pastori,  Walter Alberti, Tommaso Frascati, dir. Nino Bonavolontà
- Aida, dal vivo New Orleans 1964, con Sándor Kónya, Oralia Domínguez, Cesare Bardelli, dir. Renato Cellini